# Psychohistorie
Psychohistorie  is het vakgebied dat zich bezighoudt met de studie van de psychologische motieven achter historische gebeurtenissen. Het doel is om de inzichten van psychotherapie te combineren met de onderzoeksmethodologie van de sociale wetenschappen, en zo de emotionele oorsprong van het sociale en politieke gedrag van groepen en naties in verleden en heden te begrijpen. Hierbij richt de psychohistorie zich op de kindertijd en het gezin (in het bijzonder kindermishandeling), en op psychologisch onderzoek op het gebied van de antropologie en etnologie.

## Omschrijving

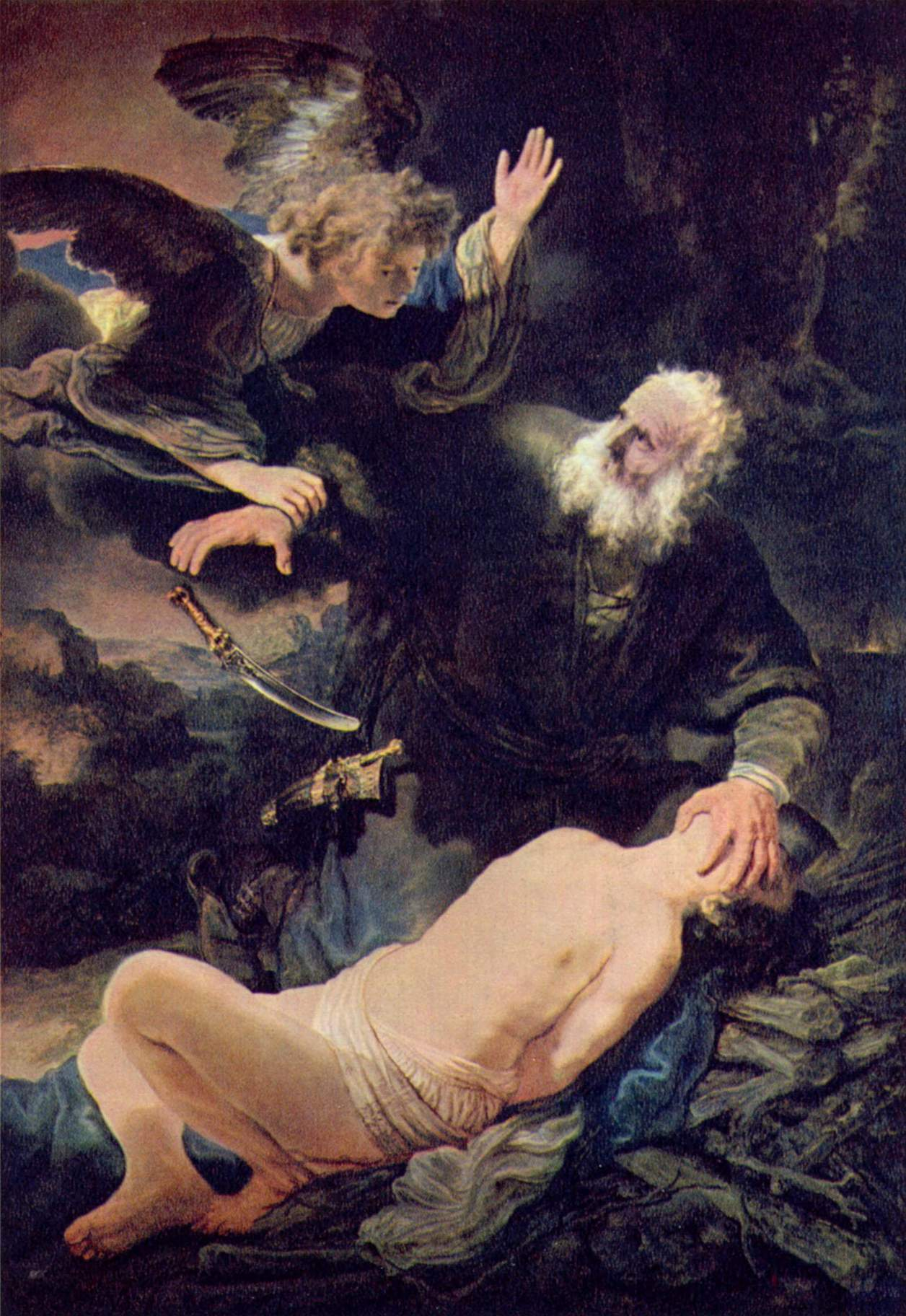
Rembrandt - Het offer van Isaac (vgl. Genesis 22). Volgens de psychohistorie kwam rituele kindermoord in de meeste oude culturen voor.

Veel van de uitgangspunten van de psychohistorie - met name de effecten van manier van opvoeding en kindermishandeling - worden door conventionele geschiedkundigen en antropologen niet erkend als vormgevende factor van de menselijke geschiedenis. Volgens hen is “de cultuurwetenschap onafhankelijk van de wetten van de biologie en psychologie” en moet “de bepalende factor van een sociale gebeurtenis gezocht worden in sociale gebeurtenissen die eraan voorafgegaan zijn; niet in de staat van individueel bewustzijn”.
Psychohistorici daarentegen gaan ervan uit dat sociaal gedrag zoals misdaad en oorlog een zelfdestructieve reconstructie van misbruik, mishandeling en verwaarlozing uit een vroegere levensfase is. Ze nemen aan dat onderbewuste flashbacks naar vroege angsten, opgedaan door een beschadigende opvoeding, individueel en sociaal gedrag kunnen beheersen.
De psychohistorie maakt veel gebruik van de historische biografie. Enkele voorbeelden van bekende psychobiografen zijn Lewis Namier, die over het Britse Lagerhuis schreef, en Fawn Brodie, die geschreven heeft over de Amerikaanse president Thomas Jefferson.
De term wordt ook gebruikt in de populaire Foundation-serie van sciencefictionauteur Isaac Asimov. Daarin heeft het echter een andere betekenis. Er wordt een fictief wiskundig vakgebied mee aangeduid, dat gebruikt kan worden om het algemene verloop van de toekomst mee te voorspellen.

### Gebieden van psychohistorisch onderzoek
Er zijn drie aan elkaar verwante gebieden van psychohistorisch onderzoek.
1. De geschiedenis van de kindertijd – gericht op de beantwoording van vragen zoals:
- Hoe werden kinderen door de geschiedenis heen opgevoed?
- Wat was de gezinssamenstelling?
- Hoe en waarom zijn gebruiken door de tijden heen veranderd?
- Hoe en waarom veranderde de plaats en waarde van kinderen in de samenleving gedurende de geschiedenis?
- Hoe en waarom is onze mening over kindermisbruik en -verwaarlozing gewijzigd?

2. De psychobiografie – gericht op het begrijpen van historische individuen en hun motivatie.
3. Groepspsychohistorie – gericht op het begrijpen van de motivatie van grote groepen, inclusief landen, vroeger en tegenwoordig. De psychohistorie maakt hierbij gebruik van de analyse van groepsfantasieën in politieke redevoeringen, politieke spotprenten en het nieuws, aangezien de hierin voorkomende emotioneel beladen woorden, metaforen en vaak herhaalde woorden volgens psychohistorici aanwijzingen geven over onderbewuste denk- en gedragspatronen.

### Ontstaan van het vakgebied
Het onbehagen in de cultuur (1929; Ned. vertaling 1930), een bekend werk van Sigmund Freud, wordt weleens gezien als eerste psychohistorische werk. Freud past erin zijn psychoanalytische theorie toe op de geschiedenis. Deze benadering is echter niet psychohistorisch van aard, aangezien Freud de verklaring voor de staat van de individuele psyche zoekt in culturele invloeden. Feitelijk is dit juist tegenovergesteld aan psychohistorie, vanwege Freuds bewering dat verschillen in sociale krachten - d.w.z. verschillende vormen van beschaving - ten grondslag liggen aan de vorming van het onderbewuste en de individuele psyche.
In zijn boek Fascisme en massapsychologie (1933), paste Wilhelm Reich zijn psychoanalytische en politieke theorieën toe op het politieke klimaat in het Duitsland van die tijd.
De psycholoog en filosoof Erich Fromm heeft diverse werken over de psychologische motivatie van politieke ideologie geschreven, te beginnen met De angst voor vrijheid in 1941 (Ned. vertaling 1952 en later).
Een ander lid van de Frankfurter Schule, Theodor Adorno, gaf in 1950 The Authoritarian Personality uit, een invloedrijk sociologisch werk, dat beschouwd kan worden als een soort van proto-psychohistorisch boek.
Het eerste academische gebruik is te vinden in het boek Young Man Luther (1958) van Erik Erikson, waarin de auteur opriep tot een vakgebied “psycho-historie” om de impact van menselijk karakter op de geschiedenis te onderzoeken.

### Onafhankelijkheid als vakgebied
De psychohistorie beschouwt zichzelf als een apart wetenschappelijk vakgebied met eigen methodes, doelstellingen en theorieën, waardoor het losstaat van conventionele historische analyse en antropologie. Volgens sommige geschiedkundigen, sociale wetenschappers en antropologen echter komt de psychologische motivatie reeds in hun eigen vakgebied aan bod, en is de psychohistorie dus geen losstaand onderwerp. Weer anderen beschouwen de psychohistorie als een ongedisciplineerd, speculatief onderzoeksveld. Zo zijn er bijvoorbeeld twijfels gerezen over de validiteit van post-mortem-psychoanalyse op freudiaanse wijze.
Psychohistorici missen in het conventionele onderzoek - waarin verhalen en omschrijvingen centraal staan - aandacht voor psychologische motivatie achter de historische gebeurtenissen. Bovendien is er volgens hen sprake van cultureel relativisme. Zo worden incest, babymoord, kannibalisme en rituele kindermoord door het merendeel van de antropologen en etnologen goedgepraat. Vanuit psychohistorisch perspectief is kindermishandeling een objectief feit. Bepaalde praktijken die door mainstream antropologen worden verdedigd, kunnen leiden tot psychose, dissociatie en magisch denken; m.n. bij de overblijvende kinderen van wie een broertje of zusje ritueel is vermoord door hun ouders. Vanuit het oogpunt van de psychohistorie staat zulk cultureel relativisme haaks op de letter en geest van de mensenrechten.

## Psychogene modus
Lloyd deMause heeft een psychogenetisch systeem ontwikkeld (zie hieronder), dat de gehele reikwijdte beslaat van ouderschapsstijlen die hij gevonden heeft in de geschiedenis en in huidige culturen.
Veranderingen in de menselijke psyche gedurende de geschiedenis worden volgens de psychohistorie veroorzaakt door ouders, en m.n. door het steeds groter wordende vermogen van moeders om zich in te leven in hun kinderen. Hierdoor zijn er in de loop der tijd verschillende psychoklassen ontstaan (ook wel psychogene modi genoemd). Een psychoklasse is een mentaliteitstype dat veroorzaakt wordt door een bepaalde manier van opvoeding, en dat op zijn beurt invloed heeft op de opvoeding van volgende generaties. Samenlevingen boeken – onafhankelijk van factoren in de omgeving – enkel vooruitgang als er veranderingen optreden in de opvoeding van kinderen, waardoor nieuwe psychoklassen opkomen.
De hoofdindeling van psychogene modi zoals beschreven door deMause is als volgt:
| Modus         | Kenmerken van de opvoeding | Voorkomen in de geschiedenis |
| ------------- | --- | --- |
| Infanticidaal | Vroeg-infanticidale opvoeding: Kinderoffers. Veelvoorkomende babymoord, incest, verminking, kinderverkrachting en –foltering. | Rituele kindermoord en babymoord in stamculturen, Vroegere culturen in Midden -Amerika (onder andere Azteken) en Zuid-Amerika (onder andere Inca’s); in de Assyrische en Kanaänitische godsdiensten. In Fenicië, Carthago en andere vroege staten werden ook baby’s geofferd aan de goden. De relatief gezien verder ontwikkelde Grieken en Romeinen legden daarentegen ongewenste baby’s te vondeling (laat-infanticidale opvoeding). |
| Infanticidaal | Laat-infanticidale opvoeding: Alhoewel kleine kinderen niet in hoge mate worden afgewezen door de moeder, worden veel pasgeboren baby’s, vooral meisjes, te vondeling gelegd, met de dood als gevolg. | Rituele kindermoord en babymoord in stamculturen, Vroegere culturen in Midden -Amerika (onder andere Azteken) en Zuid-Amerika (onder andere Inca’s); in de Assyrische en Kanaänitische godsdiensten. In Fenicië, Carthago en andere vroege staten werden ook baby’s geofferd aan de goden. De relatief gezien verder ontwikkelde Grieken en Romeinen legden daarentegen ongewenste baby’s te vondeling (laat-infanticidale opvoeding). |
| Verlatend     | Volgens de vroege christenen had een kind bij de geboorte een ziel, weliswaar bezeten door kwade neigingen. Routinematige babymoord werd vervangen door deelname aan de groepsfantasie van het offer van Christus, die door zijn Vader gestuurd was om te sterven voor de zonden van anderen.[16] Routinematig seksueel misbruik van jongens bleef voortduren in kloosters en elders, en verkrachting van meisjes was alomtegenwoordig. | Babymoord werd vervangen door verlating. Kinderen die deze ervaring overleefden, internaliseerden daardoor niet meer een volkomen moordzuchtig superego (zoals in de vorige modus). Langdurig inbakeren, pleegzorg, wegzenden naar een min, als oblaat in het klooster, en als gezel bij een leermeester. |
| Ambivalent    | In de twaalfde eeuw kwamen er voor het eerst handleidingen voor de opvoeding en basale wetten ter bescherming van kinderen, alhoewel de meeste moeders hun kinderen nog steeds emotioneel afwezen.[16] Kinderen werden vaak als erotisch object gebruikt door volwassenen. | In de Late Middeleeuwen werd een einde gemaakt aan het wegsturen van kinderen naar kloosters, maar de meeste kinderen werden wel nog naar een min gestuurd. Vroegtijdige kastijding, korter inbakeren, rouwen om overleden kinderen (een voorloper van empathie). |
| Intrusief     | Vanaf de zestiende eeuw stapten ouders, m.n. in Engeland, over van het proberen de groei van hun kinderen stop te zetten naar het proberen hen te controleren en gehoorzaam te maken. Ouders waren bereid om aandacht aan hun kinderen te geven, zolang zij controle konden uitoefenen over de geest, het binnenste en de emoties van hun kinderen en over alles wat ze deden. | De praktijk van het inbakeren verdween langzamerhand. Vroege zindelijkheidstraining, onderdrukking van de kinderlijke seksualiteit. Bedreigingen met de hel in puriteinse kring, bekend uit de vroeg-moderne literatuur over opvoeding. Het einde aan het inzwachtelen en aan het wegsturen naar een min zorgde voor het begin van een explosieve, moderne wetenschappelijke vooruitgang.                                              |
| Socialiserend | Vanaf de achttiende eeuw begonnen moeders daadwerkelijk plezier te krijgen in de zorg voor kinderen, en gingen vaders steeds meer bijdragen aan de ontwikkeling van jonge kinderen. De nadruk bleef liggen op het opleggen van doelen vanuit de ouders, niet het aanmoedigen van individuatie (het zich losmaken van de ouders). Manipulatie en slaan werden gebruikt om kinderen tot gehoorzaamheid te dwingen. Dreigementen met de hel en wrede fysieke straffen, waarbij voorwerpen werden gebruikt om het kind te slaan, verdwenen. Tot op heden is de socialiserende modus de populairste vorm van opvoeding in Noord-Amerika en West-Europa. | Schuldinductie, “mentale discipline”, vernedering, opkomst van leerplicht, onderbewuste overdracht van wensen van de ouders. De nadruk in de opvoeding ging over van het overwinnen van de kinderlijke wil naar het trainen van het kind. De moderne wereld is opgebouwd door de socialiserende psychoklasse. |
| Helpend       | Medio twintigste eeuw begonnen enkele ouders hun kinderen te helpen om de eigen doelen in het leven te bereiken, in plaats van hen te ‘socialiseren’ (te laten voldoen aan wensen van de ouders). Minder manipulatie, meer onvoorwaardelijke liefde. Kinderen die op deze wijze zijn opgevoed, kunnen zich veel beter inleven in anderen dan de vroegere generaties. | Kinderrechten, natuurlijk ouderschap, onvoorwaardelijk ouderschap, thuisonderwijs en democratisch onderwijs, de bevalling zien als een natuurlijk proces, stoppen met (in de V.S. veelvoorkomende) jongensbesnijdenis. |

De vijf opvoedingsmodi waarvan kindermishandeling in meer of mindere mate onderdeel uitmaakt (dus m.u.v. de “helpende modus”), worden in verband gebracht met psychiatrische aandoeningen, zoals psychoses, neuroses en depressie.
In de grafiek hieronder zijn de jaartallen weergegeven waarin deze modi naar schatting zijn ontstaan in de hoogst ontwikkelde landen, gebaseerd op historische documenten. Een versie van deze grafiek in zwart-wit is te vinden in het boek Foundations of Psychohistory.

De y-as van bovenstaande grafiek is slechts bedoeld als indicatie voor het ontstaan van elk nieuw stadium, en geeft niet aan welk aandeel van de bevolking op enig tijdstip tot een bepaalde psychoklasse behoorde.
Dit overzicht is niet van toepassing op samenlevingen van jager-verzamelaars. Ze is ook niet van toepassing op de Griekse en Romeinse wereld, waarin een grote variëteit aan opvoedpraktijken bestond. Opmerkelijk is dat de opkomst van de ambivalente opvoedingsmodus slecht één à twee generaties voorafging aan het begin van de Renaissance (midden veertiende eeuw), en dat de opkomst van de socialiserende modus samenviel met de Verlichting, die laat in de achttiende eeuw begon.
De verschillende psychoklassen kwamen en komen naast elkaar voor. Alle vroegere opvoedingsvormen zijn tot op heden blijven bestaan. Een voorbeeld is de berichtgeving over selectieve abortus (en soms het te vondeling leggen van babymeisjes), onder andere in Aziatische en Noord-Afrikaanse landen, regio’s waarin miljoenen vrouwen “ontbreken”.
Het conflict tussen nieuwe en oudere psychoklassen is een belangrijk onderwerp in de psychohistorische gedachtegang. Dit conflict is de belangrijkste drijfveer voor politieke onenigheid tussen bevolkingsgroepen en kan zelfs uitmonden in burgeroorlog.
Een ander kernconcept van de psychohistorie is de groepsfantasie, die door deMause beschouwd wordt als de bemiddelende factor tussen de collectieve jeugdherinneringen van een psychoklasse (en de psychische conflicten die hieruit voortkomen), en het gedrag van deze psychoklasse op gebied van politiek, religie en andere aspecten van het maatschappelijke leven.

### Een psychoklasse voor de postmoderne tijd
Volgens de psychogene theorie heeft de prehistorische en historische mens zijn kinderen blootgesteld aan praktijken zoals babymoord, kinderverminking, seksueel misbruik en mishandeling. De huidige westerse socialiserende opvoedingsmodus is veel milder, alhoewel niet geheel vrij van mishandeling.
In de beginparagraaf van zijn eerste essay De evolutie van de kindertijd (The Evolution of Childhood – het eerste artikel in zijn boek The History of Childhood) stelt deMause:
De geschiedenis van de kindertijd is een nachtmerrie waaruit we nog maar sinds kort aan het ontwaken zijn. Hoe verder terug in de tijd we kijken, des te lager het opvoedingsniveau, en des te waarschijnlijker het was voor kinderen om vermoord, in de steek gelaten, geslagen, geterroriseerd en seksueel misbruikt te worden.
Ondanks dit alles zit er zeker een optimistische kant aan het vakgebied van de psychohistorie. DeMause gelooft dat in een wereld met ouders in de helpende modus, alle vormen van geweld zullen verdwijnen, evenals magisch denken, psychiatrische aandoeningen, oorlogen en andere inhumane vormen van omgang met elkaar. Hierop heeft hij echter als kritiek gekregen, dat dit op zichzelf een vorm van magisch denken is.

## Kritiek
De psychohistorie is nog steeds een controversieel vakgebied, dat kritiek uit de academische wereld heeft te verduren.
Zo wordt er bijvoorbeeld over de beweringen van deMause gezegd, dat ze onvoldoende onderbouwd zijn door geloofwaardig onderzoek. Het wordt hem bovendien kwalijk genomen, dat hij de kindergeschiedenis neerzet als “zwarte legende” Zijn werk is een geschiedenis van kindermishandeling genoemd, niet van de kindertijd an sich. Het grimmige perspectief van de geschiedenis van de kindertijd was op zich al bekend uit andere werken, zoals bijvoorbeeld The Making of the Modern Family van Edward Shorter, en The Family, Sex and Marriage in England 1500-1800 van Lawrence Stone. Wat deMause in het bijzonder is kwalijk genomen, is dat hij er welhaast een soort genoegen in lijkt te scheppen om allerlei gruwelijkheden in geuren en kleuren weer te geven:
De lezer is ongetwijfeld al bekend met voorbeelden van zulk psychohistorisch “misbruik.” Er is echter een belangrijk verschil tussen de goedbedoelde en serieuze - alhoewel misschien simplistische en reductionistische - poging om de psychologische basis van de geschiedenis te begrijpen, en de uitgebreide psychohistorische beschrijvingen, die soms grenzen aan historische pornografie. Voor voorbeelden van de meer frivole en smakeloze soort psychohistorie, zie The Journal of Psychohistory. Voor een serieuzere en meer wetenschappelijke poging om de psychologische dimensies van het verleden te begrijpen, zie The Psychohistory Review.
In de psychohistorie wordt gebruikgemaakt van een veelvoud aan onderzoeksmethodes, en het is lastig te bepalen welke methode geschikt is voor gebruik in een specifieke situatie. De psychohistorie biedt een manier om motieven in de geschiedenis te onderzoeken en is nuttig om verhaallijnen te ontwikkelen. Het vakgebied is echter afhankelijk van psychologische duiding van voorbije gebeurtenissen en reeds overleden mensen; daar is geen rekening mee gehouden toen de theorie werd ontwikkeld en uitgewerkt. In het recente verleden hebben psychohistorici ook als commentaar gekregen, dat ze te nauw met deMause verbonden zijn, terwijl zijn theorieën niet representatief zijn voor het gehele vakgebied.

## Organisaties
The Institute for Psychohistory is opgericht door Lloyd deMause en geeft The Journal of Psychohistory uit. deMause heeft in 1977 tevens de vereniging The International Psychohistorical Association opgericht, een professionele organisatie voor het vakgebied van de psychohistorie. Hierdoor wordt Psychohistory News uitgegeven. De vereniging organiseert jaarlijks een congres.
The Psychohistory Forum, uitgever van het kwartaalblad Clio’s Psyche, is opgericht in 1983 door historicus en psychoanalyticus Paul H. Elovitz. Deze organisatie van academici, therapeuten en leken houdt regelmatig wetenschappelijke bijeenkomsten in New York en op internationale congressen. Ze onderhoudt ook een online discussiegroep.
In Duitsland werden sinds 1987 jaarlijkse bijeenkomsten voor psychohistorisch geïnteresseerde wetenschappers georganiseerd. Naar aanleiding hiervan is in 1992 het Gesellschaft für Psychohistorie und politische Psychologie e.V (GPPP) opgericht. Het GPPP geeft het Jahrbuch für Psychohistorische Forschung uit.